# Teresa Iżewska

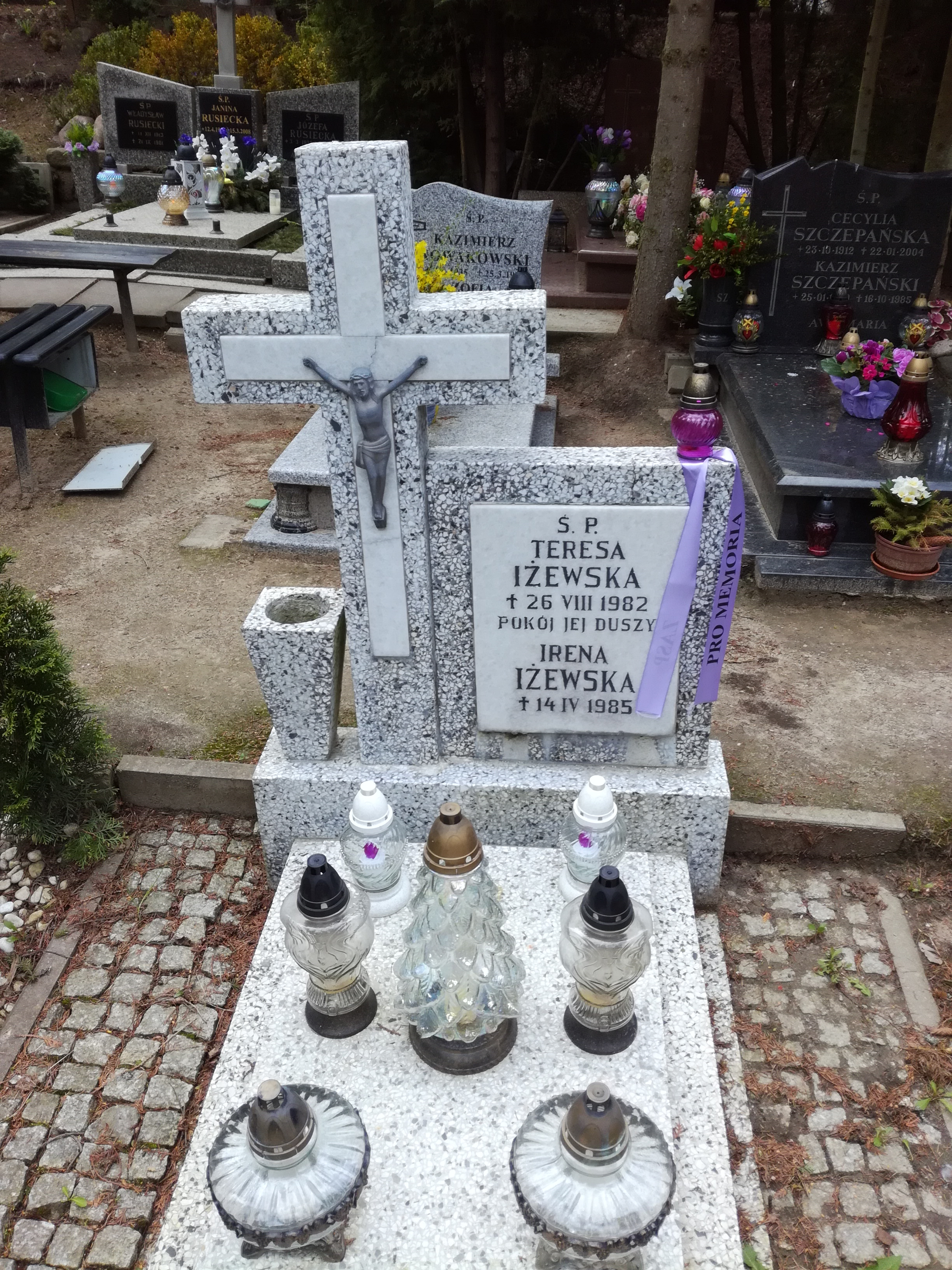
Grób Teresy Iżewskiej na Cmentarzu Łostowickim

Teresa Iżewska (ur. 8 kwietnia 1933 w Warszawie, zm. 26 sierpnia 1982 w Gdańsku) – polska aktorka filmowa i teatralna.

## Życiorys
W 1952 roku rozpoczęła studia na Uniwersytecie Warszawskim na wydziale matematyki, fizyki i chemii, jednak ich nie ukończyła. W 1957 ukończyła studia na Wydziale Aktorskim w warszawskiej Państwowej Wyższej Szkole Teatralnej. W latach 1958–1963 występowała w Teatrze Dramatycznym we Wrocławiu, a następnie w latach 1963–1964 w Teatrze Ludowym w Krakowie. Od roku 1964 była związana z gdańskim Teatrem Wybrzeże.
Zadebiutowała w filmie Andrzeja Wajdy Kanał z 1957 roku. Za rolę Stokrotki otrzymała nominację do nagrody BAFTY za najlepszy debiut filmowy w roku 1959. Na 10. MFF w Cannes zdobyła duże zainteresowanie, które przełożyło się na zaproszenia do występów za granicą. Jej niefortunna wypowiedź na temat niskich zarobków polskich aktorów sprawiła, że władze PRL nie dawały jej już zgody na wyjazd. Grywała w polskich filmach, często role uwodzicielek i kusicielek. 
Zmarła śmiercią tragiczną 26 sierpnia 1982. Przyczyną zgonu było prawdopodobnie samobójstwo. Została pochowana na cmentarzu Łostowickim w Gdańsku. 

## Życie osobiste
Była trzykrotnie zamężna – ze śpiewakiem Andrzejem Winciorem, reżyserem Piotrem Paradowskim i aktorem Zbigniewem Grochalem. Jej ostatnim partnerem był Janusz Burza. Z pierwszego związku miała córkę (Ewę Zabawę-Dmitruk).

## Filmografia
- Kanał (1957) jako Stokrotka
- Rancho Texas (1958) jako Walentyna
- Baza ludzi umarłych (1958) jako Wanda Zabawa
- Nafta (1961) jako Baśka
- Spotkanie w Bajce (1962) jako śpiewaczka Ewa
- Rozwodów nie będzie (1963) jako właścicielka biura matrymonialnego
- Kryptonim Nektar (1963) jako zakonnica kupująca „Film” w kiosku (niewymieniona w czołówce)
- Mansarda (1963) jako Izabella
- Znaki na drodze (niewymieniona w czołówce, 1969)
- Podróż za jeden uśmiech (1971) jako "Benia" Fąferska, matka "Dudusia" (odc. 7)
- Podróż za jeden uśmiech (1972) jako "Benia" Fąferska, matka "Dudusia" (niewymieniona w czołówce)
- Odwet (1982) jako uczestniczka zjazdu